# Gloria Katz
Gloria Katz (Los Angeles, 25 ottobre 1942 – Los Angeles, 25 novembre 2018) è stata una sceneggiatrice e produttrice cinematografica statunitense.

## Biografia
Famosa per la sua collaborazione con George Lucas, insieme a suo marito Willard Huyck scrisse le sceneggiature di film tra cui American Graffiti, Indiana Jones e il tempio maledetto, e Howard e il destino del mondo. Ricevette la nomination all'Oscar per la sceneggiatura di American Graffiti.
Col marito diresse e sceneggiò il film Il messia del diavolo,.
Morì il 25 novembre 2018, all'età di 76 anni, per le complicazioni di un tumore ovarico, a Los Angeles.